# ميكيهار مياموتو
ميكيهار مياموتو (باليابانية: 宮本 樹明) (مواليد 16 مارس 1997)، هو لاعب كرة قدم كان يلعب كمدافع.

## وصلات خارجية
- ميكيهار مياموتو على موقع رابطة كرة القدم اليابانية للمحترفين (اليابانية)
- ميكيهار مياموتو على موقع Soccerway.com (الإنجليزية)